# Người Cuba gốc Đức
Người Cuba gốc Đức (tiếng Đức: Deutschkubaner, tiếng Tây Ban Nha: Alemán Cubano) được dùng để đề cập đến những người Cuba thuộc dân tộc Đức hay những người sinh tại Đức và nhập cư tới Cuba.

## Nhân vật nổi bật
- Lola Sanchez, diễn viên Mỹ (¼ Đức-Cuba)
- Mayra Gómez Kemp, Người dẫn chương trình và diễn viên Tây Ban Nha (½ Đức-Cuba)

Bản mẫu:Dân tộc Đức